# いわかける! -Climbing Girls-
『いわかける！ -Climbing Girls-』（いわかける クライミング・ガールズ）は、石坂リューダイによる日本の漫画。Cygamesのウェブコミック配信サイト『サイコミ』において毎週土曜日更新で
2017年12月から2019年5月まで連載された後、第2章『いわかける!! -Try a new climbing-』（いわかける トライ ア ニュー クライミング）が同年6月から2021年3月まで連載された。

## あらすじ

### 第1章「いわかける！ -Climbing Girls-」
中学時代に引きこもりがちだった笠原好は、高校進学を機会として自分を変えるために部活に入ろうと校内を散策中、同じ1年である上原隼が準備しているスポーツクライミングの設備に興味を抱く。最初こそ興味本位で手を出したに過ぎなかったが、「壁のパズルを解く」魅力にとりつかれた好は、花宮女子クライミング部に入る。
クライミング三姫の1人である「リードの姫君」四葉幸与、上級生の「柔らか野々華」杉浦野々華に「花宮のスピードスター」隼と好を加え団体戦に出られるようになった花宮女子クライミング部はまず春季クライミング選手権・高校生の部に参加する。圧倒的な実力を見せる幸与と野々華に焦る好は、声をかけてきた経験者であり「ルーキーキラー」内村茜の策略にはまり挫折しかけるが、隼のアドバイスにより自分を取り戻す。結局好は決勝に残る事はできなかったが、残りの3人が1位から3位までを独占し、花宮女子クライミング部は団体優勝。次は「関東大会ボルダリング選手権」を目指す事になる。
外壁のスペシャリストである後藤十三やその娘である後藤菊子、履かせ師である藤村あすか等、様々な人々との出会いを経ると共に、練習を繰り返すことで才能を開花させていく好。第一の目標である「関東高校ボルダリング選手権」に参加する。クライミング三姫の1人である岩峰一愛を擁する久里川高校、もう1人である藤田真澄を擁する聖カタルノ高校、かつて好を騙した茜が所属する松橋高校との戦いの中、野々華は予選で隼は準決勝で自らの弱点が明らかになり敗退。残っていた幸与も準決勝の最中に怪我をしてしまう。唯一決勝へと残った好も実戦経験不足から試合の経過による体力の消耗に耐えられず、全く壁を登ることが出来ず、花宮女子クライミング部は個人団体共に優勝を逃す。この結果から隼は部を休部、幸与はしばらく部のサポートへと回ることになる。今回の大会で明らかになった課題を元に、花宮女子クライミング部の面々はそれぞれ練習を開始、次の目標「全国高校コンバインド・ジャパンカップ」を目指して決意を新たに走り出すのだった。

### 第2章「いわかける!! -Try a new climbing- 」
「関東高校ボルダリング選手権」から半年。好はその能力を生かし、数々の大会やコンペで優勝をかっさらい「マーダー・オブザベーション」と呼ばれる有名人となっていたが、優勝した大会の会場にエキシビションクライムに来ていた国令館高校の「クライミング・プリンセス」来栖アンネとのエキシビションマッチを通して圧倒的な実力差と、次の目標としている「全国大会コンバインド・ジャパンカップ」の種目の一つである「スピード」に対する問題点が浮き彫りになる。
一方その頃、花宮女子クライミング部を離れた隼はジムのアルバイトをしながら練習を続けていたが、大会のトラウマから壁を登れなくなっていた。しかし、同じジムに入ってきた内村茜に戦いを挑まれ、戦いの最中に茜の言葉に自分がどうしてクライミングを始めたかを思い出すことでトラウマを克服、再び花宮女子クライミング部へと戻る。
「花宮のスピードスター」隼が戻った事で花宮女子クライミング部のスピードに対する特訓が始まるが、伸び悩む好は幸与や隼の誘いにより中田の開催するスピードの合宿に参加する。しかし、色々な事を試してもタイムがのびず悩む中、途中から参加したスピードの上手い国令館高校の高橋水夢に声をかけアドバイスを貰う事で好は自分の壁を乗り越える。合宿から戻ると野々華も幸与からの勉強を受けて大きく成長していた。しかし、幸与の指の怪我は完治しておらず無理をすれば二度とクライミングを出来なくなるという診断を受けており、それでも参加しようとする幸与を野々華は説得。花宮女子高校は幸与を欠いた3人で「コンバインド・ジャパンカップ」を戦うこととなるのだった。
コンバインド・ジャパンカップ予選が始まった。好の花宮女子高校を含め、クライミング三姫を擁する久里川高校、聖カタルノ高校といった関東勢面々が活躍する中、来栖アンネ率いる国令館高校が圧倒的な実力を見せる。特に来栖アンネの他を寄せ付けない能力に好は徐々に自信を失っていく。準決勝にコマを進める中、高校生の実力を甘く見たアンネの挑発に対し藤田は自分の得意種目であるスピードで、岩峰はクライミングで本領を発揮しアンネに勝利するが、自信を失った好は最後の1種目であるリードの直前に逃げ出してしまう。しかし、隼の説得により好はバレエの時とは違いスポーツクライミングは自分でやりたくて始めた事に気づき、「マーダーオブザベーションver2」という新たなる力を覚醒させ、最後の1種目であるリードでアンネに勝利。花宮の3人は揃って決勝の舞台へとコマを進める。
決勝で激戦が繰り広げられる中、最終種目のリードにてアンネのみが完登を行い、団体優勝は好がアンネを上回れるかに全てがかかるようになった。最後の戦いの中で好は「今まで誰かにやらされたのではなく自分が『好き』な事には誰にも負けない頑張りを見せられる」事に気づき、全ての力を出し切り優勝するのだった。

## 登場人物
声の項は、テレビアニメ版の担当声優。

### 花宮女子高校
主人公である笠原好が通う学校。クライミング部は部長である四葉幸与が設立したため日が浅く、部員も1年の2人が入部するまで2人しかいないと少数。しかし理事長の娘である幸与の影響からクライミングの設備に関しては一番整っており、メンバーも初心者であった好を除いて大会上位を占めるほどの実力者揃い。幸与達が引退後は隼が考案した体験教室により部員が増えてかなりの大所帯となっている。
笠原好（かさはら このみ）
声 - 上坂すみれ
1年生にして、本作の主人公。
スポーツクライミング初心者だが、パズルゲーム全国1位の実力を持つ空間認識能力と集中力、3歳の頃から習っていたバレエによる柔軟性により高いムーブ能力を持ち、驚異的な成長を見せる。特に最適なルートを模索するオブザベーションにおいて高い集中力を発揮し、初心者でありながら最初からその壁のルートを知っているかのような上りをして多くの人間を驚かせている。1章では「オンサイトクライマー」2章では「マーダーオブザベーション」という名で呼ばれている。コンバインド・ジャパンカップ準決勝まではオブザベーションに時間がかかり、上り始めるまでに全てを把握する必要があったが、マーダーオブザベーションver2に覚醒してからは開始時のオブザベーションの時間が大幅に短縮された上に、上っている途中で再修正できるようにもなっている。
元々スポーツクライミングをした事がなかったぶん素直で、教えられた事をすぐに実践したり他人の行動を見て分析しトレースするなど飲み込みが早い。反面メンタルはあまり強くなく、素直な分諦めやすい所や自分を卑下する事も多い。ただし、仲間に対する想いはかなり強く、花宮女子のメンバーを見下す発言には普段の気の弱さからは思いもよらない大胆な発言をする事もある。
幼い頃は母親の影響でバレエの英才教育を受けていたためバランス感覚や柔軟性は高いものを見せる一方、その後に母親との関係に亀裂が入りゲームの世界へ没頭した結果、中学時代引きこもりがちだったため筋力や体力はさほど高くない。ぽっちゃりなのを気にしている。巨乳。
幸与達が引退した後はクライミング部の副部長となっている。
上原隼（うえはら じゅん）
声 - 石川由依
1年生であり、高校では好の最初の親友。
スポーツクライミング経験者であり、1年でありながら「花宮のスピードスター」と呼ばれるほど高いクライミング能力を誇る。特に通り名のとおり「スピード」競技における知識や能力はかなり高く、高校生でもトップクラスの実力を誇る。
性格は生真面目でスポーツクライミング一筋であったため人付き合いは苦手で、誰にも説教くさく接してしまう。クライミングに興味を示してくれた人にも「スポーツクライミングは遊びではない」という考えから過去に何度も相手との間に亀裂を産んでいる。しかしながら本当は心優しい少女で落ち込んでいる好に対して立ち直るようにアドバイスをしたりしている。
その慣れから関東高校ボルダリング大会で好が完登した壁を甘く見て、自分が完登できない事に挫折し一度は壁を登れなくなり花宮のボルダリング部を離れるが、アルバイトを始めたジム「カルチェロッシュ」にて後輩となった内村茜との勝負にて自分が壁を登ることを楽しんでいた頃を思い出しスランプを脱して再度合流する。また、そのスランプ中は自身の弱点である持久力と、持久力が切れた際にメンタルが切れやすくなる部分を補強するためのトレーニングを続けていた。
クライミング時以外はメガネをかけている。貧乳だが腹筋が割れている。
幸与達が引退した後はクライミング部の部長となっている。
四葉幸与（よつば さよ）
声 - 鈴木愛奈
2年生であり、花宮スポーツクライミング部の部長。花宮高校の理事長の娘でもある。
正確かつ華麗なムーブから高校女子界において「クライミング三姫」の1人である「リードの姫君」と呼ばれており、トップクラスの実力を誇る。他のクライミング三姫と違い特別な身体能力はないが、数々の努力と経験により培われた実力は本物で、それに裏付けられたメンタルの強さも相成って高いポテンシャルを発揮する。関東高校ボルダリング大会準決勝ではあえて観客を煽り自らを奮い立たせることで指の痛みを推して完登を成し遂げるという技をやってのけた。しかし、その結果指が完治するまでに無理をすると二度とクライミングが出来なくなるという状態になってしまった。
性格は穏やかで、少し天然が入っているが、仲間思いでクライミング部の皆の事を大事に思っている頼れる部長。クライミングに対する情熱が強く、将来はオリンピックでメダルをとってクライミングを世の中に広め、壁を身近な生活の一部とするクライミングワールドを作るのが夢。そのため年相応の皆と登りたい思いと将来への思いの間に揺れ動く選択をすることになる。理事長の娘なだけに自宅は城のような豪邸で、執事がいたり玄関に専用の練習用壁があったり、あまつさえ部の女子会スイーツに本場フランスのパティシエが作った特別なスイーツのフルコースが用意されていたりと規格外。巨乳。
部を引退した後はプロデビューし、他のクライミング三姫同様高い成績を残している。
杉浦野々華（すぎうら ののか）
声 - 富田美憂
2年生であり、1年の2人が入ってくるまで部長の幸与と2人で花宮のスポーツクライミング部を支えてきた親友であり戦友。
体の柔らかさと小回りのきく小さな体を生かしたムーブを得意とし、自らの中では「柔らか野々華」と名付けている。クライミング能力と経験はあり、柔軟性においては好が驚く程。反面、コースが限られるスポーツクライミングでは不利とされる背や手足の短さのため、涙をのむ事も多い。特に得意不得意を判断する能力においては難があり、自分の体格にあった壁を選択する事ができていないと幸与に指摘を受けていた。しかし、コンバインド・ジャパンカップ出場時には知識と応用力、諦めない力を身につけその身体的不利を覆すほどの実力を身につけている。
明るい性格と天真爛漫さから部を支えるムードメーカーでありマスコット的存在。幸与の猛勉強を受けてからはメンタル的にも強くなり、1年生の2人を引っ張っていく冷静さもついてきている。同学年であるはずの幸与との背と胸の大きさの差を気にしており、毎日牛乳を飲んだり、超回復による筋力アップの話を聞いて胸の肉を増やそうとしたりと努力をしている。
部を引退した後も幸与と共にクライミングを続けている。

### 久里川高校
クライミング三姫の一人「岩峰一愛」を擁する学校であり、一人一人それぞれが優勝を狙える実力を身につけるための努力を怠らない強豪校。関東でもトップクラスの実力を誇る。
岩峰一愛（いわみね ちなり）
声 - 小松未可子
久里川高校2年生のエース。「クライミング三姫」の1人で、長身を武器として登る「クライミングスパイダー」の異名を持つ。サイコミで開催された作品内のバレンタイン総選挙では一位を獲得。
その長い手足を用いたムーブは特徴的であり、コースのセオリーを無視した、まるで壁をはい登るかのようなぴったりとした動きと、長い手足により獲物を捕えるかのようにポイントを取る姿はまさに蜘蛛を思わせる。2本指で内村茜の動きを封じられるほどの指の力を持ち、特に強者に敗北を味わわせる時にはその身体能力を遺憾無く発揮させる。
趣味は人間観察と「カワイイ」もの集め。好や野々花達を気に入っているが「苦悶の表情もカワイイ」と思ったり、試合前に怪しい音楽を聞いてリラックスするなど、少し一般人とは感覚がズレている。悪い子にはトラウマの残るようなお仕置をする事があり、内村茜等の被害者がいる。
実は絵画や彫刻においても実力者。
部を引退した後は幸与同様プロとなり高い成績を残している。
熊谷千草（くまがい ちぐさ）
声 - 國立幸
久里川高校2年生。
上半身の力が強く「マッスルマキシマム」と呼ばれるほど、持ち前の筋力と体感を生かした力強いムーブを得意とする。
普段から無表情で生真面目そうな印象を受けるが、後輩の丸乃に岩峰のカチューシャが触覚であると嘘を言った上にそれを聞いた岩峰に叱られそうになると力づくで丸乃を放って逃げ出すなどお茶目な所もある。
佐藤丸乃（さとう まるの）
声 - 花守ゆみり
久里川高校1年生。
特筆して高い能力は無い代わりに、チームの為に駆け回り集めた数々のジムや大会の壁のデータや完登者のルートを用いてオブザベーションする事により登る、自称「下っ端データクライマー」。語尾に「やんす」が付くのが特徴的で、他のチームメンバーに比べて空気を読まずに発言することが多いが、岩峰には気に入られている。
大会直前には机を持ち込み受験生の如く過去のデータから出る課題の壁を割り出したり、ルートセッターの癖を考えて対策をしたりとかなりの勉強家であり、すぐに物事を分析する癖がある。
鶴本南（つるもと みなみ）
久里川高校のメガネをかけた選手。
作中では特に通り名は記載されていないが熊谷とあわせて「久里川高校のナンバー2ナンバー3」と呼ばれている。

### 聖カタルノ女子
クライミング三姫の一人「藤田真澄」を擁する女子高。部長の藤田を中心にチームワークが良く、(作中では珍しく)部員以外からの応援が記述されている。
藤田真澄（ふじた ますみ）
声 - 植田千尋
聖カタルノ女子の2年生にしてクライミング部の部長。「クライミング三姫」の1人であり、陸上で鍛えられた体から行われるクライミングから「ブラックパンサー」の異名を持つ。
しなやかなバネから生み出されるダイノやランジ等のムーブは野性的であり、特にスピード競技においてはその実力を遺憾無く発揮する。作中ではそのダイナミックな動きは黒い豹として描かれる事がある。普段はリーダー気質であり、メンバーからも「マスミン部長」と呼ばれ頼られるクールな存在だが、過去の出来事から弱音を出せないだけで試合前にはプレッシャーに押し潰されそうになる年相応の少女らしさも持っている。関東高校ボルダリング大会では準決勝にて5位となり周りからのプレッシャーに負けて逃げ出しそうになるも、里奈を始めとする部の皆に支えられ再起、トラウマから解放されて優勝を勝ち取った。
漢字を読み間違える天然なところがあり、ランキングスコアで読み間違えてからずっと好の事を「ハオ」という中国人だと勘違いし続けている。
部を引退した後は幸与同様プロとなり高い成績を残している。
沙村里奈（さむら りな）
声 - 御堂ダリア
聖カタルノ女子2年生。
小学校低学年から大会に参加し、見た目によらず平凡で堅実なムーブで壁を攻略する選手だが、その情熱的な登りと頼れる姉御肌から「深紅の特攻隊長」の異名で慕われている。
平凡で特筆した能力がないために一度クライミングに挫折しかけた事があるが、陸上をやめた藤田のクライミングに対して真摯に取り組む姿を見て頑張り続けることを決め、それ以降は後輩達が乗り越えていくための手本となる上りを見せ、いつかは自分を乗り越えていく事を望むようになる。
その縁からか藤田と特に仲が良く、言葉はなくとも通じ合える事があったり、共にクライミングする事でお互いの能力を高め合うことが出来る。
大場久怜亜（おおば くれあ）
声 - Machico
聖カタルノ女子1年生。
バレエで培った柔軟性とバランス感覚で課題を制する「壁上のバレリーナ」。頭を殆ど動かさず姿勢が良いため重心が安定してフォールしにくい強みがある。幼い頃に笠原好と同じ全国有数のバレエスクール「Zバレエ大石校」に通っており、当時圧倒的な実力差を味わってから、好の事をライバル視している。
プライドの高さとライバル心から関東高校ボルダリング大会準決勝では途中まで好の実力が自分より上である事を認められずポイントすら取れなかったが、途中から冷静になり自らを一喝し好より実力が下である事を認めた上でチームのためにポイントをとる事に努め、カタルノの準優勝に貢献した。
お嬢様的な口調でプライドが高く特に好に対しては勝ち負けを強くこだわる部分があるが、反面藤田を落ち込ませないようにあえて間違いに突っ込まずチーム全体のノリに合わせたり、精神的に追い込まれた藤田を励ます、落ち込んだ好に喝を入れるなど仲間思いな所もある。

### 国令館高校
クライミングにおける強豪校。トップである「来栖アンネ」以外もクライミング三姫に匹敵するほどの高い実力を兼ね備えており、コンバインド・ジャパンカップの予選においては上位を独占するほど。
来栖 アンネ（くるす アンネ）
声 - 田村ゆかり
国令館高校1年生にして、世界トップクラスの実力を持つ「クライミング・プリンセス」。
その容姿と圧倒的なクライミング力からファンも多く、クライミング界においてはアイドル的存在として輝いている超有名人。特にその「ホールドを確保する圧倒的な指の力」は「サーペントバイト」と呼ばれ、世界でも活躍している。人懐こくファンサービスのみならず、他のクライマーについてもよく知っている勉強家。しかしながら本性はかなりの自信家であり、相手を圧倒的実力でねじ伏せ虐める事に快楽を感じるサディスティックな性格。
その高い実力から他の高校生達を甘く見ていたが、コンバインド・ジャパンカップにて各分野でクライミング三姫や好に上回られ自信を喪失。本来の実力を発揮できなくなるも観客達の声援に自分を取り戻し好にとって最大の敵となる。
2年になってからは1年次と異なり積極的に高校生の大会に参加し、花宮のコンバインド・ジャパンカップ二連覇を阻止する等の成績を残している。
口癖は「くるくるすー」。
紅花一文（べにばな ひふみ）
声 - 礒部花凜
国令館高校2年生にして部長。
監督の指示でアンネを献身的に支えているが、実際は気の弱さから監督からアンネの世話を任されアンネには飲み物を買いにパシリをさせられたりしている。しかし、本人的には他の人に見せないアンネの本当の姿を見せてくれる事や、何事にも立ち向かうアンネの姿勢への憧れからその立ち位置を心地よくも感じている。
普段の大人しい様子からは考えもつかないほどクライミング能力はかなり高く、元々はジュニア時代には敵無しと呼ばれるほどの実力者であり、高い持久力からリード等の長時間のクライミングが必要な競技では好成績を残していた。
現在は昨今の壁のパターンの変化により必要なパワーやバランス等の不足によりクライミング三姫達に次々と抜かされる結果となってしまっているが、「リード」競技においては未だにアンネに次ぐ程の実力者であり、コンバインド・ジャパンカップ予選の総合結果ではアンネや水夢、クライミング三姫に次ぐ成績という結果を残した。
高橋水夢（たかはし みむ）
声 - 三澤紗千香
中田が開催した合宿に参加していた女子高生。音ゲーが好きで、好に「スピード」における攻略のきっかけを与えた。猫のようなツリ目のため「カワイイ」と言われたことが少なく、好の付けていたパズルピースの髪飾りをつけた時に「カワイイ」と言って貰えた事で好を気に入っている。
実は国令館高校の生徒であり、全体的に高いクライミング能力を持つ。特に「スピード」競技に於いては来栖アンネに次ぐ成績を残すほど高レベル。
同じゲーム好きである影響か「スピード」のクライミング時には好のように壁に音ゲーの画面が現れ音楽が脳内に流れる描写がされている。

### 松橋高校
「新島香」を中心とした高校。関東勢の中では特筆して高い実力ではないものの、そのポテンシャルにおいては意外なダークホースともいえる結果を残す事も。
内村茜（うちむら あかね）
声 - 藤田茜
松橋高校1年生。
好にとって初めての大会時に気さくに声をかけてくれた経験者。しかしその実態は、新人に親切にするように見せかけながら偽のアドバイスで挫折させ、若い芽を摘み取ろうとする「ルーキーキラー」。本人自体の実力は低くはないが、プライドの高さと驕りから過去に自分より後に始めた隼にあっさりと実力を抜かれてしまった経験から、伸びそうな芽は早く潰す方に力を注ぐようになってしまっている。
関東高校ボルダリング大会後に隼と同じジムに後輩アルバイトとして入り、とっつきやすい性格を発揮して子供達の心を掴む一方、壁を登れなくなった隼に自分が超えたかった相手が弱ってしまった事に寂しさを感じ、隼との勝負を仕掛けた上で本当の心をうち明け隼を再起させた。
「～にゃー☆」といった、猫のような喋り方が口癖。新人クライマーとすぐに仲良くなる性格ゆえか、わかりやすい説明をする能力や人(特に子供)の心を掴むのは得意。大会で予選突破できなかった時に部長に追いかけて貰いたかったり、憎まれ口を叩く隼に憧れたり、ちょっとツンデレな性格。
新島香（にいじま かおる）
声 - 寺崎裕香
松橋高校2年生であり、クライミング部部長。
「Climb Your Dreams」を部のモットーにするようなおっとりとした性格で、試合前にゆっくり光合成(アニメ版ではお茶を飲んでいた)り、フォールしてしまっても焦らず再度トライする等、かなりののんびり屋。しかしながら、その回復力は驚異的であり、前述の諦めない姿勢から、どれだけ高い所から落ちても完登するまで何度も登り直し、徐々に高度を上げていく姿は「ゾンビ新島」と呼ばれている。ただし、基本的には予選では一度フォールすると並び直す必要がある事から、その真価が発揮される事が少なく、2年になるまでは予選突破すら出来なかった。

### その他
後藤十三（ごとう じゅうぞう）
声 - 子安武人
花宮のスポーツクライミング部がコーチとして頼っている外岩のスペシャリスト。
決められたコースのない外岩においても自力でルートを選択するオブザベーション能力と、屈強な肉体と体幹による安定性で数々のレコードを所持している。今でこそ外岩でのみ活動しているが、昔は熱心なコンペティター(人工壁を登る人間)であり、その頃の友人からの依頼で未だにルートセッターや合宿のコーチとして仕事をする事もある。
普段は外岩でのクライミングのため容姿を気にしていないが、髭を剃り髪を整えると女性が思わず振り向くほどの端正な顔立ちをしている。また、その数々の伝説的レコードを残している事から、クライマー女子の中での人気も高い。
後藤菊子（ごとう きくこ）
声 - 原田彩楓
好が外岩訓練のために花宮スポーツクライミング部の合宿に向かった際に御岳で最初に出会った中学生の少女。
十三の娘であり、幼い頃から外岩を登り続けているため、高いクライミング能力を持つ。かなりの人見知り(本人曰くコミュ障)でスポーツクライミング部のメンバーですら会話をした事がない人間が多いが、偶然出会った好にはパズルゲーム対決で負けてから心を開き「師匠」と慕っている。
外岩でのみ活動するフリークライマーである故にスポーツクライミングに対しては否定的な面があったが、好の「弟子は師匠の応援に来なければいけない」という言葉と必死な思いに応え、関東高校ボルダリング大会を観戦、好の登りと会場の一体感に考えを改めた。第2章では花宮女子の頑張りを応援するためマネージャーとなった。最終話では花宮のクライミング部に所属している。
父親以外に始めて気に入った相手であるためか何かと父親と好をくっつけようとするような発言をする事がある。父親のヒゲが中途半端にのびた時のジョリジョリ感が好き。
藤村あすか（ふじむら あすか）
声 - 小清水亜美
花宮スポーツクライミング部行きつけの日本有数のビックジムにしてクライミングショップ「ロックランズ」の店員兼コンペクライマーにして、相手の足を触ればその人間の特性とあった靴のサイズやパターンがわかる究極の「履かせ師」。
だが、その把握のためと言いながら女の子の足を触るのが生きがいで何かと言うと足を触りたがったり、触っている時の女の子の恥じらっている表情を見るのが大好きだったり、アニメ版では足の裏を自分の頬に付けて感触を確かめる等、変態的な面も目立つ。大会のルートセッターや解説等を手がけることもある。
中田（なかた）
声 - 川田紳司
関東高校ボルダリング大会のルートセッター。若い芽を育てるために新人を対象とした合宿の開催者等もしている。コンバインド・ジャパンカップでは予選リードのルートセッターを担当。
自分なりの美学を持っており、自分が設定した通りのルートを以外で完登をする事はありえないと考えており、そのため好や幸与の登りには満足や感動を覚える一方、岩峰や藤田の登りには強いショックを受けている。また、合宿に来た好のバランスよく付いてきた筋肉を視姦してうっとりし茜に殴られたり、合宿の目的をきちんと話して感動させたと思いきや「この合宿で育ち活躍する選手達…それを想像するだけで私は」と身悶えたりと、好を初め色々な人から「変態」扱いされている。
藤岡正信（ふじおか まさのぶ）
コンバインド・ジャパンカップ予選ボルダリングのルートセッター。筋肉を愛するルートセッターであり、中田とは異なりある程度高い身体能力を持つ者しか登れない壁を設定する癖がある。アニメ版では中田が担当となっているため未登場。
美空（みそら）
好の中学時代からの友人。アニメ版には未登場。
ゲームに没入していた頃の好をよく知っており、興味を示せば示すほど生活が破綻する事を心配している。
豊田泉（とよた いずみ）
愛知三校の選手。コンバインドジャパンカップのスピード競技にて好の対戦相手となった。アニメ版では対戦相手が佐藤丸乃に変わっているため未登場。
JAY・加藤（じぇい かとう）
好が初めて参加した大会「千葉県春季クライミング選手権リード競技高校生の部」MC。アニメ版はMC杉本が担当のため未登場。
MC杉本（えむしーすぎもと）
声 - 平岩康佑
アニメ版の各大会のMC。
浅沼（あさぬま）
声 - 高杉'Jay'二郎
コンバインドジャパンカップの解説者。

## 書誌情報
- 石坂リューダイ『いわかける！ -Climbing Girls-』Cygames〈サイコミ〉、全4巻
  1. 2018年7月30日発売、ISBN 978-4-06-512187-0(1-6話)
  2. 2018年11月30日発売、ISBN 978-4-06-513678-2(7-12話)
  3. 2019年5月30日配信(13-16話)
  4. 2019年7月30日配信(17-28話)
- 石坂リューダイ『【新装版】いわかける！ -Climbing Girls-』Cygames〈サイコミ×裏少年サンデーコミックス〉、全4巻
  1. 2020年4月30日配信[6]
  2. 2020年4月30日配信[7]
  3. 2020年4月30日配信[8]
  4. 2020年4月30日配信[9]
- 石坂リューダイ『いわかける!! -Try a new climbing-』Cygames〈サイコミ×裏少年サンデーコミックス〉、全6巻
  1. 2020年2月28日配信[10](1-12話)
  2. 2020年4月30日配信[11](13-25話)
  3. 2020年8月28日配信[12](26-39話)
  4. 2020年10月30日配信[13](40-53話)
  5. 2021年3月30日配信[14]
  6. 2021年5月28日配信[15]

## テレビアニメ
『いわかける！ - Sport Climbing Girls -』（いわかける スポーツ クライミング ガールズ）のタイトルで、2020年10月4日から12月20日まで朝日放送テレビ（ABCテレビ）・テレビ朝日系列が新設する深夜アニメ枠『ANiMAZiNG!!!』の第1弾作品として放送された。
第一章にあたる「いわかける！ -Climbing Girls-」から第二章にあたる「いわかける!! -Try a new climbing-」の64話(単行本第4巻～5巻目予定)辺りまでの内容が幾つかのエピソードを省略しつつも、おおむね原作に沿った内容で映像化された。
本編内のMCとして朝日放送テレビ出身でフリーアナウンサーの平岩康佑が、また実在するスポーツクライミング選手として活躍する野口啓代がそれぞれ本人役として出演する。

### スタッフ
- 原作 - 石坂リューダイ（サイコミ刊「いわかける！ -Climbing Girls-」「いわかける!! -Try a new climbing-」）[1]
- 監督 - アミノテツロ[1]
- 助監督 - 松川朋弘
- シリーズ構成 - 待田堂子[1]
- キャラクターデザイン - 渡辺義弘[1]
- サブキャラクターデザイン - 谷口元浩[3]
- プロップデザイン - 三橋桜子[3]
- デザインワークス - 若山温[3]
- 美術監督 - 細井友保[3]
- 美術設定 - 高橋麻穂[3]
- 色彩設計 - 有尾由紀子[3]
- 撮影監督 - 蒲原有子[3]
- 編集 - 新居和弘[3]
- 音楽 - 伊藤翼[1]
- 音楽制作 - ランティス、ハートカンパニー
- 音楽プロデューサー - 鈴木めぐみ、斎藤滋
- 音響監督 - 濱野高年[3]
- プロデューサー - 安井一成、蔡愛蓮、曹聡、飯塚彩、吾田慎悟、鈴木めぐみ、早野義人、川村仁、小澤文啓
- 制作プロデューサー - 𠮷田昇央
- アニメーション制作 - BLADE[1]
- 制作協力 - WIT STUDIO、STUDIO MASSKET[3]
- 製作 - 花宮女子クライミング部応援団（ABCアニメーション、NetEase、AT-X、Cygames、バンダイナムコアーツ、メ〜テレ、ハピネット、クロックワークス）

### 主題歌
「もっと高く」
鈴木愛奈によるオープニングテーマ。作詞は浅田秀之、作曲は浅田と栗山健太、編曲はIKW。
「LET’S CLIMB↑」
笠原好（上坂すみれ）、上原隼（石川由依）、四葉幸与（鈴木愛奈）、杉浦野々華（富田美憂）で構成された「花宮女子クライミング部」によるエンディングテーマ。作詞は安藤紗々、作曲・編曲は神田ジョン。ソロバージョンも使用。

### 各話リスト
| 話数   | サブタイトル           | 脚本       | 絵コンテ         | 演出             | 作画監督                                                                             | アクション作画監督 | 総作画監督                   | 初放送日       |
| ------ | ---------------------- | ---------- | ---------------- | ---------------- | ------------------------------------------------------------------------------------ | ------------------ | ---------------------------- | -------------- |
| 第1壁  | 岩のパズル             | 待田堂子   | アミノテツロ     | 松川朋弘         | 小田裕康 三橋桜子                                                                    | 小田裕康           | 渡辺義弘                     | 2020年 10月4日 |
| 第2壁  | 自分を信じて           | 守護このみ | アミノテツロ     | 球野たかひろ     | 鈴木彩乃 浪上悠里 井上貴騎 STUDIO MASSKET                                            | 小澤和則           | 寺尾憲治                     | 10月11日       |
| 第3壁  | 猿返しの岩             | 梧桐翔大   | 沖田宮奈         | 堀内直樹         | 永田正美 向山祐治 門智昭                                                             | 永田正美           | 谷口元浩                     | 10月18日       |
| 第4壁  | 強豪クライマー         | 横谷昌宏   | 松川朋弘         | 松川朋弘         | 福田周平 飯飼一幸 手島勇人 滝口弘喜 STUDIO MASSKET                                   | -                  | 寺尾憲治                     | 10月25日       |
| 第5壁  | 努力と天賦             | 守護このみ | 筑紫大介         | 筑紫大介         | STUDIO MASSKET                                                                       | 小澤和則           | 谷口元浩                     | 11月1日        |
| 第6壁  | 信じられない力         | 梧桐翔大   | 球野たかひろ     | 球野たかひろ     | 三橋桜子 井上貴騎 浪上悠里 手島勇人 永田正美                                         | 小澤和則           | 寺尾憲治                     | 11月8日        |
| 第7壁  | クライマー失格         | 横谷昌宏   | 沖田宮奈         | 江島泰男         | 永田正美 向山祐治 門智昭                                                             | 永田正美           | 谷口元浩                     | 11月15日       |
| 第8壁  | あふれる悔し涙         | 守護このみ | 松川朋弘         | 菱川直樹         | 虞剣 葛歓 スタジオ24FPS 羽野広範 吉田肇                                              | 小田裕康           | 渡辺義弘                     | 11月22日       |
| 第9壁  | クライミングプリンセス | 梧桐翔大   | ながはまのりひこ | ながはまのりひこ | 齊藤佳子 斉藤香織 清水勝祐 神田岳 ごとうじゅんじ 石動仁 中島美子                     | -                  | 谷口元浩                     | 11月29日       |
| 第10壁 | Reスタート！           | 横谷昌宏   | 球野たかひろ     | 球野たかひろ     | STUDIO MASSKET                                                                       | 小澤和則           | 西田美弥子                   | 12月6日        |
| 第11壁 | 15秒の壁               | 待田堂子   | 沖田宮奈         | 堀内直樹         | 永田正美 向山祐治 STUDIO MASSKET                                                     | 永田正美           | 谷口元浩                     | 12月13日       |
| 第12壁 | 全一への道             | 待田堂子   | アミノテツロ     | 松川朋弘         | 三橋桜子 小田裕康 永田正美 浪上悠里 手島勇人 井上貴騎 山﨑香 志賀道憲 STUDIO MASSKET | -                  | 渡辺義弘 西田美弥子 寺尾憲治 | 12月20日       |

### 放送局
| 放送期間                 | 放送時間                     | 放送局                                                                           | 対象地域                | 備考                                 |
| ------------------------ | ---------------------------- | -------------------------------------------------------------------------------- | ----------------------- | ------------------------------------ |
| 2020年10月4日 - 12月20日 | 日曜 2:00 - 2:30（土曜深夜） | 朝日放送テレビ（幹事局）・メ〜テレ（製作参加）をはじめとするテレビ朝日系列全24局 | 日本国内 （一部を除く） | 『ANiMAZiNG!!!』枠                   |
|                          | 日曜 22:00 - 22:30           | AT-X                                                                             | 日本全域                | 製作参加 / CS放送 / リピート放送あり |

| 配信開始日    | 配信時間                     | 配信サイト |
| ------------- | ---------------------------- | --- |
| 2020年10月4日 | 日曜 2:30（土曜深夜） 更新   | TVer |
|               | 日曜 2:30 - 3:00（土曜深夜） | ABEMA |
| 2020年10月7日 | 水曜 0:00（火曜深夜） 更新   | Amazonプライム・ビデオ dアニメストア FOD J:COMオンデマンド milplus TELASA TSUTAYA TV U-NEXT あにてれ アニメ放題 バンダイチャンネル ひかりTV ふらっと動画 GYAO! ニコニコチャンネル DMM.com Google Play GYAO!ストア music.jp HAPPY!動画 Rakuten TV ビデックスJP ゲオTV ビデオマーケット |
|               | 水曜 0:00 - 0:30（火曜深夜） | ニコニコ生放送 |

### BD
| 巻 | 発売日       | 収録話         | 規格品番  |
| -- | ------------ | -------------- | --------- |
| 1  | 2021年1月8日 | 第1話 - 第4話  | BIXA-1301 |
| 2  | 2021年2月3日 | 第5話 - 第8話  | BIXA-1302 |
| 3  | 2021年3月3日 | 第9話 - 第12話 | BIXA-1303 |

| 朝日放送テレビ・テレビ朝日系列 ANiMAZiNG!!! | 朝日放送テレビ・テレビ朝日系列 ANiMAZiNG!!!                                                                       | 朝日放送テレビ・テレビ朝日系列 ANiMAZiNG!!!        |
| 前番組 | 番組名 | 次番組                                             |
| --- | --- | -------------------------------------------------- |
| 枠設立前につき無し | いわかける！ - Sport Climbing Girls - （2020年10月 - 12月）                                                       | SK∞ エスケーエイト                                 |
| となりの妖怪さん | いわかける！ - Sport Climbing Girls - （再放送、2024年7月 - 9月）                                                 | パーティーから追放されたその治癒師、実は最強につき |
| 朝日放送テレビ 日曜 2:00 - 2:30（土曜深夜） | |                                                    |
| 神ちゅーんず 〜鳴らせ!DTM女子〜（再放送） ※1:35 - 2:10 【ここまでローカルセールス枠】宇崎ちゃんは遊びたい! ※2:10 - 2:40 【ここまでローカルセールス枠】 【ここまで『アニサタ』枠】 | いわかける！ - Sport Climbing Girls - 【ここからネットワークセールス枠】 【本作品より『ANiMAZiNG!!!』枠】         | SK∞ エスケーエイト                                 |
| テレビ朝日 日曜 2:00 - 2:30（土曜深夜） | |                                                    |
| ワールドプロレスリング 【ここまでテレビ朝日製作】 【ここまでローカルセールスのスポーツ番組】 【60分繰り上げて継続】                                                               | いわかける！ - Sport Climbing Girls - 【ここからネットワークセールスのアニメ枠】 【本作品より『ANiMAZiNG!!!』枠】 | SK∞ エスケーエイト                                 |

## 舞台
『いわかける！ - Sport Climbing Girls -』のタイトルで、2022年2月17日から20日までサンシャイン劇場で上演された舞台作品。キャストは全てAKB48のメンバーが務めている。

### キャスト
花宮女子高校
笠原好 - 山内瑞葵
上原隼 - 浅井七海
四葉幸与 - 大盛真歩
杉浦野々華 - 久保怜音
久里川高校
岩峰一愛 - 千葉恵里
熊谷千草 - 武藤小麟
佐藤丸乃 - 佐藤美波
聖カタルノ女子
藤田真澄 - 福岡聖菜
沙村里奈 - 長友彩海
大場久怜亜 - 鈴木くるみ
国令館高校
来栖アンネ - 稲垣香織
松橋高校
内村茜 - 山邊歩夢
新島香 - 吉橋柚花
その他
後藤十三 - 茂木忍
後藤菊子 - 小林蘭
藤村あすか - 日替わりゲスト

### スタッフ
- 原作 - 石坂リューダイ
- 脚本 - 松多壱岱
- 総合演出 - 松多壱岱
- 演出 - 私オム
- 製作 - 舞台「いわかける！」製作委員会